# 213. Sicherungs-Division (Wehrmacht)
Die 213. Sicherungs-Division war eine deutsche Infanteriedivision des Heeres im Zweiten Weltkrieg im Wehrkreis VIII.

## Geschichte

### Aufstellung
Die Division wurde am 15. März 1941 im Wehrkreis VIII wohl auf dem Truppenübungsplatz Neuhammer in Schlesien aus Teilen der 213. Infanterie-Division für die Heeresgruppe Süd aufgestellt worden.
Die Aufstellung und Umgliederung der Teilverbände in eine Sicherungs-Division erfolgte von in den Monaten März bis Mai 1941 im Wehrkreis.

### Unternehmen Barbarossa
Die Division wurde während des gesamten Kriegs überwiegend an der Ostfront im Bereich in der Ukraine für Sicherungsaufgaben im Rückwärtigen Heeresgebiet Russland-Süd eingesetzt. 
Hierzu wurde der Division das Polizei-Bataillon 318 der Ordnungspolizei als ergänzender Verband zugeteilt.
Zu Beginn des Angriffs auf Russland wird die Division ab Juni 1941 dem XVII. Armeekorps der 6. Armee der Heeresgruppe Süd in der Ukraine unterstellt. Dieses Korps war an der Panzerschlacht bei Dubno-Luzk-Riwne beteiligt.
Von August 1941 an war der Verband bei der Heeresgruppe Süd in der Ukraine für die Sicherung des rückwärtigen Heeresgebietes eingesetzt.
Im April 1942 wird die Reiter-Abteilung 213 der Division unterstellt.
Das Infanterie-Regiment 318 der Division kam Ende April 1942 als Unterstützung der italienische 3. Division „Celere“ im südlichen Sektor der Russlandfront zum Einsatz.
Im August 1942, wird der Verband, immer noch im gleichen Einsatzraum stehend, der Heeresgruppe B unterstellt.
Sowohl das Sicherungs-Regiment 57 und das Reiter-Regiment 213, als neues III. Bataillon/Sicherungs-Regiment 57 wurden im Oktober 1942 an die Heeresgruppe A abgegeben.
Am 1. Dezember 1942 wurde die aus der Feldnachrichten-Kommandantur 39 gebildete Nachrichten-Abteilung 827 der Division unterstellt.

### Umgliederung
Am 25. April 1943 wurde die Division umgegliedert:
- Sicherungs-Regiment 318 (aus I./ SichR 318, II./ SichR 612 und I./ SichR 57)
- Sicherungs-Regiment 177 (aus I./ SichR 177, SichBtl. 380 und III./ SichR 318)
- III. Bataillon / Polizei-Regiment 6 (aus Polizei-Bataillon 318)

Per 1. Mai 1943 wurden die beiden Sicherungs-Regiment in Infanterie-Regimenter umbenannt.
Es folgten weitere Einsätze, z. T. nur von Regimentern der Division, in der 4. Panzerarmee:
- Anfang Januar 1943: Woronesch-Charkiwer Operation
- Oktober 1943 im VII. Armeekorps: Schlacht am Dnepr
- November 1943 im XXXVIII. Armeekorps, zu halben Teilen der 75. Infanterie-Division und der 88. Infanterie-Division zugeteilt: Schlacht um Kiew

Ebenso folgte Anfang 1944 der Einsatz bei der Kesselschlacht von Tscherkassy, der Polesier Operation und der Wehrmacht-Operation Sturmwind. 

### Auflösung
Hierbei erlitt die Einheit so schwere Verluste, so dass sie am 16. September 1944 durch das OKH aufgelöst werden musste.

## Gliederung
- verstärktes Infanterie-Regiment 318 (später in Sicherungs-Regiment 318 umgebildet) mit drei Bataillonen
- I./Artillerie-Regiment 213 mit 3 Batterien
- Stab Landesschützen-Regiment 57 (bis Oktober 1942)[6]
- Wach-Bataillon 703 (bis Mai 1942)
- Feld-Nachrichten-Kommandeur 39
- Polizei-Bataillon 318 (aus Polizei-Regiment 6)
- Divisionseinheiten 213
- Reiter-Abteilung (Kosaken) 213 (April 1942 bis Oktober 1942)
- Ost-Reiter-Abteilung 318 (ab Oktober 1942)

## Kommandeure
- Generalleutnant René de l’Homme de Courbière: bis August 1942
- Generalmajor/Generalleutnant Alexander Göschen: August 1942 bis zur Auflösung

## Bekannte Divisionsangehörige
- Generalmajor Rudolf Bächer (1880–1947): als Kommandeur des Artillerie-Regiments 213 bis August 1941